# Villanovia vilicornis
Villanovia vilicornis är en tvåvingeart som först beskrevs av Zetterstedt 1849.  Villanovia vilicornis ingår i släktet Villanovia och familjen parasitflugor. Inga underarter finns listade i Catalogue of Life.